# 李鍾極
李 鍾極（イ・ジョングク、朝鮮語: 이종극、1907年11月9日 - 1988年10月25日）は、日本統治時代の朝鮮の教員、郡守と大韓民国の教授、法学者、政治家、弁護士。第6代韓国国会議員。

## 経歴
大韓帝国の平安南道江西郡（現・朝鮮民主主義人民共和国領）に生まれた。1929年3月に京城師範学校（現・ソウル大学校）演習科を卒業。同年4月に全南北坪公立普通学校の訓導を務めた後、順天公立普通学校を経て、1934年7月に中学校教員検定試験に合格した。1939年10月に高等文官試験行政科に合格し、1940年に平安南道内務部地方科に配属され、1941年5月に江東郡郡守、1943年に徳川郡郡守、1945年に成川郡郡守を務めた。
解放後は光州師範学校校長を経て、1950年に国立警察専門学校の教育課教育係長となり、警務官に昇進した後は国立警察学校校長にもなった。1951年に内務部治安局教育課長となり、1955年より延世大学校、中央大学校法政大学、慶熙大学校などの教授を歴任した。1961年に国家再建最高会議の司法委員会諮問委員と議長顧問を務めた。1963年の第6代総選挙で全国区から国会議員に当選した。そのほかは朝鮮日報・東亜日報・ソウル新聞の論説委員、弁護士、民主共和党政策委員会議長も務めた。1988年に自宅にて83歳で死去した。